# Карпош (квартал)
Вижте пояснителната страница за други значения на Карпош.
Карпош (на македонска литературна норма: Карпош) е квартал на столицата на Северна Македония Скопие, част от едноименната Община Карпош. Кварталът е разположен на юг от река Вардар и на запад от квартал Център. Дели се на Карпош I, II, III и IV.
Според преброяването от 2002 година Карпош с Жданец и Търнодол има 37 162 жители.
| Националност     | Всичко |
| северномакедонци | 33 948 |
| албанци          | 226    |
| турци            | 196    |
| роми             | 54     |
| власи            | 308    |
| сърби            | 1503   |
| бошняци          | 68     |
| други            | 859    |